# Дейвисън
Окръг Дейвисън (на английски: Davison County) е окръг в щата Южна Дакота, Съединени американски щати. Площта му е 1132 km², а населението – 19 704 души (2017). Административен център е град Мичел.